# Club Deportivo Aguiluchos USA
Club Deportivo Aguiluchos USA é uma agremiação esportiva da cidade de Oakland, Califórnia.  Atualmente disputa a National Premier Soccer League. Suas cores e nome são um tributo ao Club Deportivo Águila, do El Salvador.

## História
O Club Deportivo Aguiluchos USA foi fundado por membros da comunidade salvadorenha de Oakland em 2012. Em dezembro de 2012 foi anunciado como franquia de expansão da NPSL. Seu primeiro jogo oficial foi contra o Real San Jose no dia 30 de março de 2013.
O clube disputou a Lamar Hunt U.S. Open Cup em duas temporadas, 2014 e 2016.

## Estatísticas

### Participações
|  | Participações em 2017 |

| Competição     | Competição               | Temporadas | Melhor campanha     | Estreia | Última | P | R |
| Estados Unidos | Lamar Hunt U.S. Open Cup | 2          | Segunda Fase (2016) | 2014    | 2016   |   | – |